# Agata Gałuszka-Górska
Agata Sabina Gałuszka-Górska (ur. 27 października 1973 w Bielsku-Białej, zm. 28 grudnia 2022 w Warszawie) – polska prawniczka, w latach 2016–2022 zastępca Prokuratora Krajowego.

## Życiorys

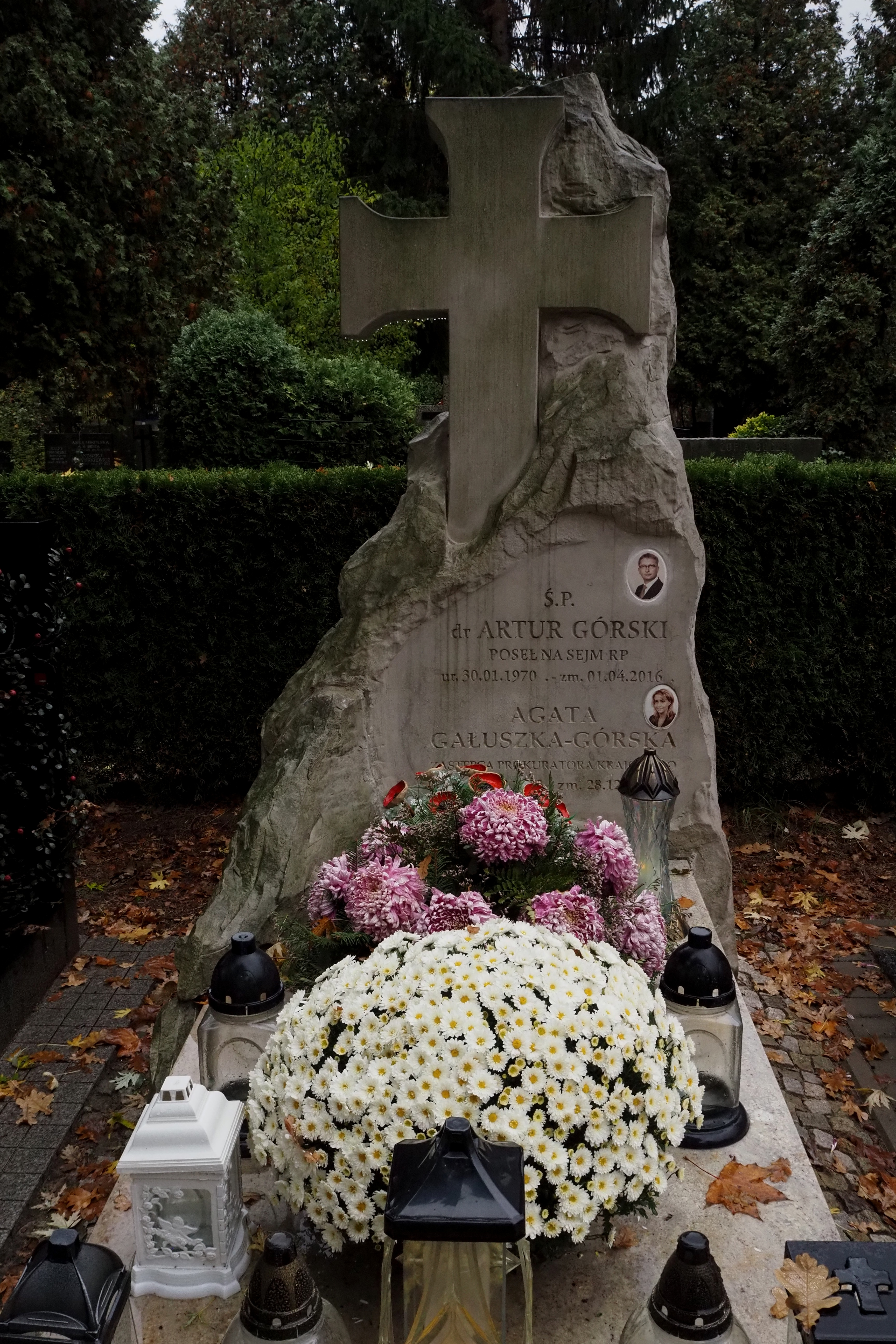
Grób Agaty Gałuszki-Górskiej i Artura Górskiego na Cmentarzu Wojskowym na Powązkach

Absolwentka Wydziału Prawa i Administracji Uniwersytetu Jagiellońskiego, ukończyła także podyplomowe studia prawa dowodowego na Uniwersytecie Warszawskim oraz uczestniczyła w studiach doktoranckich na Uniwersytecie Jagiellońskim.
W jednostkach prokuratury pełniła służbę od kwietnia 1999.
Od 2004 do 2008 prowadziła i nadzorowała postępowania dotyczące przestępczości zorganizowanej, najpierw w Wydziale do Spraw Przestępczości Zorganizowanej w Prokuraturze Okręgowej w Krakowie, a następnie w Biurze ds. Przestępczości Zorganizowanej Prokuratury Krajowej.
1 września 2008 została przeniesiona do Biura Prezydialnego Prokuratury Krajowej, natomiast 31 marca 2010 delegowana do Departamentu Organizacji Pracy, Wizytacji i Systemów Informatycznych Prokuratury w Prokuraturze Generalnej. 
Od 6 lutego 2013 do 3 marca 2016 pełniła funkcję Naczelnika Wydziału Organizacji Pracy Prokuratury w Prokuraturze Generalnej. 
W latach 2016–2022 była zastępcą Prokuratora Krajowego.
W 2018 odznaczona Brązowym Krzyżem Zasługi, a w 2022 pośmiertnie Krzyżem Oficerskim Orderu Odrodzenia Polski.

## Życie prywatne
Córka Brunona i Jadwigi. Była żoną Artura Górskiego. Miała syna Kacpra. Zmarła 28 grudnia 2022 w Warszawie. Uroczystości pogrzebowe rozpoczęły się 9 stycznia 2023 mszą świętą w Kościele bł. Władysława z Gielniowa, następnie Gałuszka-Górska została pochowana na Cmentarzu Wojskowym na Powązkach.